# Gastón Ramírez
Gastón Exequiel Ramírez Pereyra (Fray Bentos, 2 dicembre 1990) è un calciatore uruguaiano, centrocampista del Miramar Misiones.

## Caratteristiche tecniche
È un centrocampista mancino con propensione offensiva, duttile e molto dotato tecnicamente, che dimostra inoltre una buona capacità nelle giocate individuali, utili per servire assist ai propri compagni o per realizzare gol. Al Peñarol ha ricoperto il ruolo di centrocampista di fascia o ala, mentre in nazionale è stato spesso schierato come centrale di centrocampo; al Bologna è stato prevalentemente usato come trequartista e, in caso di necessità, adattato a seconda punta o ala, con compiti di pressing sul portatore palla avversario e rifinitura offensiva. Nella fase iniziale della carriera è stato associato a diversi grandi club come Liverpool, Real Madrid, Barcellona e Juventus anche se le operazioni non si concretizzarono mai, oltre che essere paragonato spesso a Pavel Nedvěd.

## Carriera

### Club

#### Gli inizi
Cresciuto nelle giovanili del Peñarol, debutta in prima squadra il 21 marzo 2009, subentrando nel corso della partita contro il Defensor Sporting. Colleziona altre 9 presenze nel Clausura 2009. Nella stagione successiva viene aggregato stabilmente alla prima squadra, contribuendo con 6 reti in 20 partite alla vittoria del Clausura 2010.

#### Bologna
Il 25 agosto 2010 viene acquistato a titolo definitivo dal Bologna per 3 milioni di euro pagabili a rate. Il 26 settembre dello stesso anno, esordisce con la maglia rossoblù nella trasferta del Bologna a Catania (1-1).
Nella prima partita di Coppa Italia contro il Modena firma una doppietta che si rivelerà decisiva ai fini del risultato (partita finita 3-2 per i felsinei). Il 23 gennaio 2011 realizza il suo primo gol in campionato contro la Lazio. Conclude la sua prima stagione in Serie A con 4 reti segnate in 25 presenze, oltre alle 3 reti realizzate in Coppa Italia.
Nella stagione successiva segna 8 reti in 33 presenze. Il 16 ottobre nella partita contro il Novara vinta 2 a 0 segna il primo gol della squadra al 47' del primo tempo. Il secondo gol lo realizza due settimane più tardi nella sfida vinta 3 a 1 contro l'Atalanta: dopo il gol di Marco Di Vaio al termine del primo tempo, segna il 2 a 1 al terzo minuto della ripresa. Il Bologna chiude poi la partita con Simone Loria. Il 22 aprile 2012 nella sfida di San Siro a Milano contro il Milan (1-1) segna il gol del vantaggio al 22' del primo tempo.
In due stagioni in maglia felsinea ha giocato complessivamente 60 partite segnando 15 gol.

#### Southampton
Il 31 agosto 2012 viene acquistato a titolo definitivo dal Southampthon per 15 milioni di euro. Fa il suo esordio il 16 settembre successivo, nella gara contro l'Arsenal, match terminato 6 a 1 per i Gunners. Segna la sua prima rete in Premier League il 29 settembre contro l'Everton; conclude la sua prima stagione con 27 presenze e 5 reti.
Nella seconda stagione con i Saints perde il posto da titolare e nella gara del 19 gennaio 2014 contro il Sunderland subisce un infortunio che gli fa terminare in anticipo la stagione.

#### Hull City e Middlesbrough
Il 1º settembre 2014, ultimo giorno di calciomercato, viene ceduto in prestito all'Hull City. Con i Tigers disputa 23 partite in Premier League, segnando un solo gol.
A fine stagione fa ritorno al Southampton, con cui gioca cinque partite, tra campionato e coppe, nella prima parte dell'annata 2015-2016.
Il 26 gennaio 2016 passa in prestito al Middlesbrough il quale riscatterà il cartellino del calciatore uruguaiano a fine stagione.

#### Sampdoria
Il 4 agosto 2017, Ramírez viene acquistato a titolo definitivo dalla Sampdoria: al Middlesbrough vanno 9 milioni più ulteriori due milioni di bonus, ed il giocatore firma un contratto quinquennale. Sigla la sua prima marcatura con i blucerchiati il 4 novembre, nel derby di Genova vinto 2-0, tornando al gol nella massima serie italiana dopo più di 5 anni. Termina la stagione con 3 gol in campionato, uno dei quali direttamente su calcio di punizione contro il Napoli, e 2 in Coppa Italia tra cui uno su calcio di rigore nell'ottavo di finale perso contro la Fiorentina.

#### Monza ed Entella
Il 7 dicembre 2021, poco dopo essersi svincolato dalla Sampdoria, Ramírez viene acquistato a titolo definitivo dal Monza, firmando un contratto coi biancorossi fino al termine della stagione, pur venendo tesserato ufficialmente solo nel gennaio del 2022, in seguito alla liberazione di un posto da over nella lista consegnata alla Lega Serie B dalla società brianzola. Fa quindi il suo esordio il 13 gennaio, nel recupero della partita col Benevento, perso per 3-1, mentre il 12 febbraio segna la sua prima rete con la nuova maglia, in occasione del successo sulla SPAL per 4-0. Pur giocando in tutto sei partite di campionato, Ramírez contribuisce alla prima, storica promozione del Monza in Serie A, ottenuta dopo la vittoria nei play-off. A fine stagione rimane svincolato.
Il 3 ottobre dello stesso anno inizia ad allenarsi con l’Entella, club ligure di Serie C, venendo tesserato il 22 ottobre. Il giorno dopo risulta decisivo nella gara vinta in rimonta contro l’Ancona per 3-2: dopo essere entrato in campo a un quarto d’ora dalla fine sul risultato di 1-2, in pochi minuti dal suo mancino partono i due corner che portano alle deviazioni vincenti sottomisura di Tenkorang e, in pieno recupero, di Faggioli. Segna il suo primo gol in biancoceleste l’8 gennaio 2023 nella rimonta contro l’Alessandria (4-2) realizzando su rigore l’ultimo gol nei minuti di recupero. Allo scadere del calciomercato invernale salta il passaggio al River Plate poiché mancano i tempi tecnici per un trasferimento oltreoceano e per una rescissione di contratto. A fine stagione, dopo aver messo insieme 28 presenze e 2 gol in stagione, lascia l’Entella.

#### San Lorenzo e Peñarol
Il 4 agosto 2023 da svincolato firma un contratto di un anno e mezzo con il San Lorenzo.
Ne gennaio seguente torna al Peñarol, club in cui è cresciuto.

### Nazionale
Nel 2009 partecipa con la selezione Under-20 della Celeste al Mondiale di categoria disputato in Egitto, collezionando tre presenze.
Il 23 settembre 2010 viene convocato da Óscar Tabárez per la prima volta nella nazionale maggiore per un paio di incontri amichevoli contro Indonesia e Cina.
Fa quindi il suo esordio nella nazionale maggiore l'8 ottobre 2010 contro l'Indonesia disputando il secondo tempo della gara vinta dall'Uruguay per 7-1, fornendo tra l'altro l'assist per il 3-1 a Suárez.
Il suo nome viene inserito nella lista dei 30 pre-convocati per la Copa América 2011, ma l'allenatore Tabárez decide di non includerlo tra i 23 giocatori che prendono parte alla manifestazione, che viene vinta proprio dall'Uruguay.
Il 9 luglio 2012 viene convocato per disputare il torneo calcistico dei Giochi Olimpici di Londra. Il 15 luglio, in occasione dell'amichevole pre-Olimpiadi Uruguay-Panama, segna la rete del 2-0 con un comodo pallonetto dal centro dell'area. Il 26 luglio segna un gol su punizione nella prima partita dell'Uruguay vinta in rimonta 2 a 1 contro gli Emirati Arabi Uniti.
Viene convocato per la Copa América Centenario negli Stati Uniti.

## Statistiche

### Presenze e reti nei club
Statistiche aggiornate al 31 maggio 2023.
| Stagione             | Squadra              | Campionato           | Campionato | Campionato | Coppe nazionali | Coppe nazionali | Coppe nazionali | Coppe continentali | Coppe continentali | Coppe continentali | Altre coppe | Altre coppe | Altre coppe | Totale | Totale |
| Stagione             | Squadra              | Comp                 | Pres       | Reti       | Comp            | Pres            | Reti            | Comp               | Pres               | Reti               | Comp        | Pres        | Reti        | Pres   | Reti   |
| -------------------- | -------------------- | -------------------- | ---------- | ---------- | --------------- | --------------- | --------------- | ------------------ | ------------------ | ------------------ | ----------- | ----------- | ----------- | ------ | ------ |
| 2008-2009            | Peñarol              | PD                   | 10         | 0          | -               | -               | -               | -                  | -                  | -                  | -           | -           | -           | 10     | 0      |
| 2009-2010            | Peñarol              | PD                   | 20+3       | 6          | -               | -               | -               | -                  | -                  | -                  | -           | -           | -           | 23     | 6      |
| Totale Peñarol       | Totale Peñarol       | Totale Peñarol       | 30+3       | 6          |                 | -               | -               |                    | -                  | -                  |             | -           | -           | 33     | 6      |
| 2010-2011            | Bologna              | A                    | 25         | 4          | CI              | 2               | 3               | -                  | -                  | -                  | -           | -           | -           | 27     | 7      |
| 2011-2012            | Bologna              | A                    | 33         | 8          | CI              | 0               | 0               | -                  | -                  | -                  | -           | -           | -           | 33     | 8      |
| Totale Bologna       | Totale Bologna       | Totale Bologna       | 58         | 12         |                 | 2               | 3               |                    | -                  | -                  |             | -           | -           | 60     | 15     |
| 2012-2013            | Southampton          | PL                   | 26         | 5          | FACup+CdL       | 0+0             | 0               | -                  | -                  | -                  | -           | -           | -           | 26     | 5      |
| 2013-2014            | Southampton          | PL                   | 18         | 1          | FACup+CdL       | 1+3             | 0+2             | -                  | -                  | -                  | -           | -           | -           | 22     | 3      |
| ago. 2014            | Southampton          | PL                   | 1          | 0          | FACup+CdL       | 0+1             | 0               | -                  | -                  | -                  | -           | -           | -           | 2      | 0      |
| 2014-2015            | Hull City            | PL                   | 23         | 1          | FACup+CdL       | 0+0             | 0               | UEL                | 0                  | 0                  | -           | -           | -           | 23     | 1      |
| 2015-gen. 2016       | Southampton          | PL                   | 3          | 0          | FACup+CdL       | 0+2             | 0               | UEL                | 0                  | 0                  | -           | -           | -           | 5      | 0      |
| Totale Southampton   | Totale Southampton   | Totale Southampton   | 48         | 6          |                 | 7               | 2               |                    | 0                  | 0                  |             | -           | -           | 55     | 8      |
| gen.-giu. 2016       | Middlesbrough        | FLC                  | 18         | 7          | FACup+CdL       | 0+0             | 0               | -                  | -                  | -                  | -           | -           | -           | 18     | 7      |
| 2016-2017            | Middlesbrough        | PL                   | 24         | 2          | FACup+CdL       | 2+0             | 0               | -                  | -                  | -                  | -           | -           | -           | 26     | 2      |
| Totale Middlesbrough | Totale Middlesbrough | Totale Middlesbrough | 42         | 9          |                 | 2               | 0               |                    | -                  | -                  |             | -           | -           | 44     | 9      |
| 2017-2018            | Sampdoria            | A                    | 37         | 3          | CI              | 3               | 2               | -                  | -                  | -                  | -           | -           | -           | 40     | 5      |
| 2018-2019            | Sampdoria            | A                    | 27         | 4          | CI              | 2               | 0               | -                  | -                  | -                  | -           | -           | -           | 29     | 4      |
| 2019-2020            | Sampdoria            | A                    | 26         | 7          | CI              | 1               | 0               | -                  | -                  | -                  | -           | -           | -           | 27     | 7      |
| 2020-2021            | Sampdoria            | A                    | 25         | 0          | CI              | 0               | 0               | -                  | -                  | -                  | -           | -           | -           | 25     | 0      |
| Totale Sampdoria     | Totale Sampdoria     | Totale Sampdoria     | 115        | 14         |                 | 6               | 2               |                    | 0                  | 0                  |             | -           | -           | 121    | 16     |
| gen.-giu. 2022       | Monza                | B                    | 6          | 1          | CI              | 0               | 0               | -                  | -                  | -                  | -           | -           | -           | 6      | 1      |
| ott.2022-2023        | Virtus Entella       | C                    | 22+3       | 1+1        | CI-C            | 3               | 0               | -                  | -                  | -                  | -           | -           | -           | 28     | 2      |
| 2023-gen.2024        | San Lorenzo          | PD                   | 8          | 0          | CA              | 2               | 0               | -                  | -                  | -                  | -           | -           | -           | 10     | 0      |
| gen.-giu.2024        | Peñarol              | PD                   | 0          | 0          | -               | -               | -               | -                  | -                  | -                  | -           | -           | -           | 0      | 0      |
| Totale carriera      | Totale carriera      | Totale carriera      | 352+6      | 50+1       |                 | 22              | 7               |                    | 0                  | 0                  |             | -           | -           | 380    | 58     |

### Cronologia presenze e reti in nazionale
| Cronologia completa delle presenze e delle reti in nazionale ― Uruguay | Cronologia completa delle presenze e delle reti in nazionale ― Uruguay | Cronologia completa delle presenze e delle reti in nazionale ― Uruguay | Cronologia completa delle presenze e delle reti in nazionale ― Uruguay | Cronologia completa delle presenze e delle reti in nazionale ― Uruguay | Cronologia completa delle presenze e delle reti in nazionale ― Uruguay | Cronologia completa delle presenze e delle reti in nazionale ― Uruguay | Cronologia completa delle presenze e delle reti in nazionale ― Uruguay |
| Data                                                                   | Città                                                                  | In casa                                                                | Risultato                                                              | Ospiti                                                                 | Competizione                                                           | Reti                                                                   | Note                                                                   |
| ---------------------------------------------------------------------- | ---------------------------------------------------------------------- | ---------------------------------------------------------------------- | ---------------------------------------------------------------------- | ---------------------------------------------------------------------- | ---------------------------------------------------------------------- | ---------------------------------------------------------------------- | ---------------------------------------------------------------------- |
| 8-10-2010                                                              | Giacarta                                                               | Indonesia                                                              | 1 – 7                                                                  | Uruguay                                                                | Amichevole                                                             | -                                                                      | 46’                                                                    |
| 12-10-2010                                                             | Wuhan                                                                  | Cina                                                                   | 0 – 4                                                                  | Uruguay                                                                | Amichevole                                                             | -                                                                      | 90’                                                                    |
| 18-11-2010                                                             | Santiago del Cile                                                      | Cile                                                                   | 2 – 0                                                                  | Uruguay                                                                | Amichevole                                                             | -                                                                      | 63’                                                                    |
| 25-3-2011                                                              | Tallinn                                                                | Estonia                                                                | 2 – 0                                                                  | Uruguay                                                                | Amichevole                                                             | -                                                                      | 55’                                                                    |
| 29-5-2011                                                              | Sinsheim                                                               | Germania                                                               | 2 – 1                                                                  | Uruguay                                                                | Amichevole                                                             | -                                                                      | 55’                                                                    |
| 8-6-2011                                                               | Montevideo                                                             | Uruguay                                                                | 1 – 1 dts (4 – 3 dtr)                                                  | Paesi Bassi                                                            | Amichevole                                                             | -                                                                      | 46’                                                                    |
| 2-9-2011                                                               | Charkiv                                                                | Ucraina                                                                | 2 – 3                                                                  | Uruguay                                                                | Amichevole                                                             | -                                                                      | 63’                                                                    |
| 11-11-2011                                                             | Montevideo                                                             | Uruguay                                                                | 4 – 0                                                                  | Cile                                                                   | Qual. Mondiali 2014                                                    | -                                                                      | 57’                                                                    |
| 29-2-2012                                                              | Bucarest                                                               | Romania                                                                | 1 – 1                                                                  | Uruguay                                                                | Amichevole                                                             | -                                                                      |                                                                        |
| 25-5-2012                                                              | Mosca                                                                  | Russia                                                                 | 1 – 1                                                                  | Uruguay                                                                | Amichevole                                                             | -                                                                      | 77’                                                                    |
| 10-6-2012                                                              | Montevideo                                                             | Uruguay                                                                | 4 – 2                                                                  | Perù                                                                   | Qual. Mondiali 2014                                                    | -                                                                      | 60’                                                                    |
| 7-9-2012                                                               | Barranquilla                                                           | Colombia                                                               | 4 – 0                                                                  | Uruguay                                                                | Qual. Mondiali 2014                                                    | -                                                                      | 59’                                                                    |
| 11-9-2012                                                              | Montevideo                                                             | Uruguay                                                                | 1 – 1                                                                  | Ecuador                                                                | Qual. Mondiali 2014                                                    | -                                                                      | 90’                                                                    |
| 14-11-2012                                                             | Danzica                                                                | Polonia                                                                | 1 – 3                                                                  | Uruguay                                                                | Amichevole                                                             | -                                                                      | 46’                                                                    |
| 22-3-2013                                                              | Montevideo                                                             | Uruguay                                                                | 1 – 1                                                                  | Paraguay                                                               | Qual. Mondiali 2014                                                    | -                                                                      | 67’                                                                    |
| 27-3-2013                                                              | Santiago del Cile                                                      | Cile                                                                   | 2 – 0                                                                  | Uruguay                                                                | Qual. Mondiali 2014                                                    | -                                                                      | 69’                                                                    |
| 5-6-2013                                                               | Montevideo                                                             | Uruguay                                                                | 1 – 0                                                                  | Francia                                                                | Amichevole                                                             | -                                                                      | 46’                                                                    |
| 12-6-2013                                                              | San Cristóbal                                                          | Venezuela                                                              | 0 – 1                                                                  | Uruguay                                                                | Qual. Mondiali 2014                                                    | -                                                                      | 60’                                                                    |
| 17-6-2013                                                              | Recife                                                                 | Spagna                                                                 | 2 – 1                                                                  | Uruguay                                                                | Conf. Cup 2013 - 1º turno                                              | -                                                                      | 46’                                                                    |
| 23-6-2013                                                              | Recife                                                                 | Uruguay                                                                | 8 – 0                                                                  | Tahiti                                                                 | Conf. Cup 2013 - 1º turno                                              | -                                                                      | 69’                                                                    |
| 14-8-2013                                                              | Rifu                                                                   | Giappone                                                               | 2 – 4                                                                  | Uruguay                                                                | Amichevole                                                             | -                                                                      | 62’                                                                    |
| 10-9-2013                                                              | Montevideo                                                             | Uruguay                                                                | 2 – 0                                                                  | Colombia                                                               | Qual. Mondiali 2014                                                    | -                                                                      | 71’                                                                    |
| 11-10-2013                                                             | Quito                                                                  | Ecuador                                                                | 1 – 0                                                                  | Uruguay                                                                | Qual. Mondiali 2014                                                    | -                                                                      | 78’                                                                    |
| 15-10-2013                                                             | Montevideo                                                             | Uruguay                                                                | 3 – 2                                                                  | Argentina                                                              | Qual. Mondiali 2014                                                    | -                                                                      | 46’                                                                    |
| 13-11-2013                                                             | Amman                                                                  | Giordania                                                              | 0 – 5                                                                  | Uruguay                                                                | Qual. Mondiali 2014                                                    | -                                                                      | 70’                                                                    |
| 20-11-2013                                                             | Montevideo                                                             | Uruguay                                                                | 0 – 0                                                                  | Giordania                                                              | Qual. Mondiali 2014                                                    | -                                                                      | 61’                                                                    |
| 5-3-2014                                                               | Klagenfurt am Wörthersee                                               | Austria                                                                | 1 – 1                                                                  | Uruguay                                                                | Amichevole                                                             | -                                                                      | 46’                                                                    |
| 31-5-2014                                                              | Montevideo                                                             | Uruguay                                                                | 1 – 0                                                                  | Irlanda del Nord                                                       | Amichevole                                                             | -                                                                      | 65’                                                                    |
| 5-6-2014                                                               | Montevideo                                                             | Uruguay                                                                | 2 – 0                                                                  | Slovenia                                                               | Amichevole                                                             | -                                                                      | 46’                                                                    |
| 24-6-2014                                                              | Natal                                                                  | Italia                                                                 | 0 – 1                                                                  | Uruguay                                                                | Mondiali 2014 - 1º turno                                               | -                                                                      | 78’                                                                    |
| 28-6-2014                                                              | Rio de Janeiro                                                         | Colombia                                                               | 2 – 0                                                                  | Uruguay                                                                | Mondiali 2014 - Ottavi di finale                                       | -                                                                      | 53’                                                                    |
| 13-10-2014                                                             | Mascate                                                                | Oman                                                                   | 0 – 3                                                                  | Uruguay                                                                | Amichevole                                                             | -                                                                      | 46’                                                                    |
| 13-11-2014                                                             | Montevideo                                                             | Uruguay                                                                | 3 – 3 (6 – 7 dtr)                                                      | Costa Rica                                                             | Amichevole                                                             | -                                                                      | 80’                                                                    |
| 19-11-2014                                                             | Santiago del Cile                                                      | Cile                                                                   | 1 – 2                                                                  | Uruguay                                                                | Amichevole                                                             | -                                                                      | 63’                                                                    |
| 27-5-2016                                                              | La Plata                                                               | Uruguay                                                                | 3 – 1                                                                  | Trinidad e Tobago                                                      | Amichevole                                                             | -                                                                      | 46’                                                                    |
| 5-6-2016                                                               | Glendale                                                               | Messico                                                                | 3 – 1                                                                  | Uruguay                                                                | Coppa America Centenario - 1º turno                                    | -                                                                      | 84’                                                                    |
| 9-6-2016                                                               | Filadelfia                                                             | Uruguay                                                                | 0 – 1                                                                  | Venezuela                                                              | Coppa America Centenario - 1º turno                                    | -                                                                      | 73’                                                                    |
| 13-6-2016                                                              | Santa Clara                                                            | Uruguay                                                                | 3 – 0                                                                  | Giamaica                                                               | Coppa America Centenario - 1º turno                                    | -                                                                      | 74’                                                                    |
| 1-9-2016                                                               | Mendoza                                                                | Argentina                                                              | 1 – 0                                                                  | Uruguay                                                                | Qual. Mondiali 2018                                                    | -                                                                      | 70’ 90+1’                                                              |
| 6-9-2016                                                               | Montevideo                                                             | Uruguay                                                                | 4 – 0                                                                  | Paraguay                                                               | Qual. Mondiali 2018                                                    | -                                                                      | 56’ 87’                                                                |
| 10-11-2016                                                             | Montevideo                                                             | Uruguay                                                                | 2 – 1                                                                  | Ecuador                                                                | Qual. Mondiali 2018                                                    | -                                                                      | 62’                                                                    |
| 16-11-2016                                                             | Ñuñoa                                                                  | Cile                                                                   | 3 – 1                                                                  | Uruguay                                                                | Qual. Mondiali 2018                                                    | -                                                                      | 65’                                                                    |
| 23-3-2018                                                              | Nanning                                                                | Uruguay                                                                | 2 – 0                                                                  | Rep. Ceca                                                              | Amichevole                                                             | -                                                                      | 61’                                                                    |
| Totale                                                                 |                                                                        | Presenze                                                               | 43                                                                     |                                                                        | Reti                                                                   | 0                                                                      |                                                                        |

| Cronologia completa delle presenze e delle reti in nazionale ― Uruguay under 20 | Cronologia completa delle presenze e delle reti in nazionale ― Uruguay under 20 | Cronologia completa delle presenze e delle reti in nazionale ― Uruguay under 20 | Cronologia completa delle presenze e delle reti in nazionale ― Uruguay under 20 | Cronologia completa delle presenze e delle reti in nazionale ― Uruguay under 20 | Cronologia completa delle presenze e delle reti in nazionale ― Uruguay under 20 | Cronologia completa delle presenze e delle reti in nazionale ― Uruguay under 20 | Cronologia completa delle presenze e delle reti in nazionale ― Uruguay under 20 |
| Data                                                                            | Città                                                                           | In casa                                                                         | Risultato                                                                       | Ospiti                                                                          | Competizione                                                                    | Reti                                                                            | Note                                                                            |
| ------------------------------------------------------------------------------- | ------------------------------------------------------------------------------- | ------------------------------------------------------------------------------- | ------------------------------------------------------------------------------- | ------------------------------------------------------------------------------- | ------------------------------------------------------------------------------- | ------------------------------------------------------------------------------- | ------------------------------------------------------------------------------- |
| 26-9-2009                                                                       | Ismailia                                                                        | Inghilterra under 20                                                            | 0 – 1                                                                           | Uruguay under 20                                                                | Mondiale U-20 2009 - 1º turno                                                   | -                                                                               | [ 36 ]                                                                          |
| 29-9-2009                                                                       | Ismailia                                                                        | Uzbekistan under 20                                                             | 0 – 3                                                                           | Uruguay under 20                                                                | Mondiale U-20 2009 - 1º turno                                                   | -                                                                               | [ 37 ]                                                                          |
| 2-10-2009                                                                       | Ismailia                                                                        | Uruguay under 20                                                                | 2 – 2                                                                           | Ghana under 20                                                                  | Mondiale U-20 2009 - 1º turno                                                   | -                                                                               | [ 38 ]                                                                          |
| Totale                                                                          |                                                                                 | Presenze                                                                        | 3                                                                               |                                                                                 | Reti                                                                            | 0                                                                               |                                                                                 |

| Cronologia completa delle presenze e delle reti in nazionale ― Uruguay Olimpica | Cronologia completa delle presenze e delle reti in nazionale ― Uruguay Olimpica | Cronologia completa delle presenze e delle reti in nazionale ― Uruguay Olimpica | Cronologia completa delle presenze e delle reti in nazionale ― Uruguay Olimpica | Cronologia completa delle presenze e delle reti in nazionale ― Uruguay Olimpica | Cronologia completa delle presenze e delle reti in nazionale ― Uruguay Olimpica | Cronologia completa delle presenze e delle reti in nazionale ― Uruguay Olimpica | Cronologia completa delle presenze e delle reti in nazionale ― Uruguay Olimpica |
| Data                                                                            | Città                                                                           | In casa                                                                         | Risultato                                                                       | Ospiti                                                                          | Competizione                                                                    | Reti                                                                            | Note                                                                            |
| ------------------------------------------------------------------------------- | ------------------------------------------------------------------------------- | ------------------------------------------------------------------------------- | ------------------------------------------------------------------------------- | ------------------------------------------------------------------------------- | ------------------------------------------------------------------------------- | ------------------------------------------------------------------------------- | ------------------------------------------------------------------------------- |
| 12-7-2012                                                                       | Maldonado                                                                       | Uruguay olimpica                                                                | 6 – 4                                                                           | Cile olimpica                                                                   | Amichevole                                                                      | -                                                                               |                                                                                 |
| 15-7-2012                                                                       | Montevideo                                                                      | Uruguay olimpica                                                                | 2 – 0                                                                           | Panama olimpica                                                                 | Amichevole                                                                      | 1                                                                               |                                                                                 |
| 26-7-2012                                                                       | Manchester                                                                      | Uruguay olimpica                                                                | 2 – 1                                                                           | Emirati Arabi Uniti olimpica                                                    | Olimpiadi 2012 - 1º turno                                                       | 1                                                                               |                                                                                 |
| 29-7-2012                                                                       | Londra                                                                          | Senegal olimpica                                                                | 2 – 0                                                                           | Uruguay olimpica                                                                | Olimpiadi 2012 - 1º turno                                                       |                                                                                 |                                                                                 |
| 1-8-2012                                                                        | Cardiff                                                                         | Regno Unito olimpica                                                            | 1 – 0                                                                           | Uruguay olimpica                                                                | Olimpiadi 2012 - 1º turno                                                       |                                                                                 |                                                                                 |
| Totale                                                                          |                                                                                 | Presenze                                                                        | 5                                                                               |                                                                                 | Reti                                                                            | 2                                                                               |                                                                                 |

## Palmarès

### Club

#### Competizioni nazionali
- Campionato uruguaiano: 2

Peñarol: 2009-2010,  2024